# Mary: A Fiction

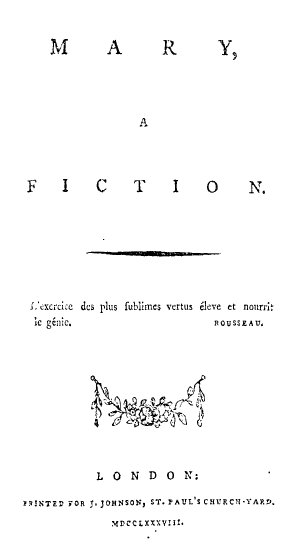
Página de título de Maria: Uma Ficção; epígrafe por Rousseau lê: "L'exercice des plus sublimes vertus éleve et nourrit le génie" ("o exercício das mais sublimes virtudes suscita e nutre gênio")

Maria: A Fiction é o único romance completo da feminista do século 18, Mary Wollstonecraft. Ele conta a trágica história de uma heroína com sucessivas "amizades românticas" com uma mulher e um homem. Composto enquanto Wollstonecraft foi uma governanta na Irlanda, o romance foi publicado em 1788 , pouco depois de seu indeferimento sumário e a sua importante decisão para embarcar em uma carreira de escritora, profissão precária e de má reputação  para as mulheres, na Grã-Bretanha do século XVIII.
Inspirada pela ideia do Jean-Jacques Rousseau que gênios são auto-didata, Wollstonecraft escolheu uma racional, auto-didata heroína, Maria, como a personagem central de seu romance. Ajudando a redefinir o gênio (uma palavra que, no final do século 18, estava apenas começando a virar o significado moderno de excepcional ou brilhante), Wollstonecraft descreve Maria como independente e capaz de definir a feminilidade e o casamento para ela. É de Maria "opiniões fortes, originais" e a sua resistência a "sabedoria convencional" que marca-la como um gênio. Fazendo a sua heroína  um gênio permitiu a Wollstonecraft para criticar o casamento: gênios foram "encadeados", ao invés de enriquecidos pelo casamento.
Através desta heroína Wollstonecraft também crítica a sensibilidade do século 18 e seus efeitos prejudiciais sobre a mulher. Maria reescreve o enredo de romance tradicional através de sua reimaginação das relações de gênero e a sexualidade feminina. Ainda, porque Wollstonecraft emprega o gênero de sentimentalismo para criticar o próprio sentimentalismo, sua "ficção", como ela rótulaque, por vezes, reflete as mesmas falhas de sentimentalismo que ela está tentando expor.
Wollstonecraft mais tarde repudiou Maria, escrevendo que era ridículo. No entanto, os estudiosos têm argumentado que, apesar de suas falhas, o romance é a representação de uma mulher gênio energética, nada convencional, com opiniões fortes, (o primeiro de seu tipo na literatura inglesa) dentro de um novo tipo de romance, é um desenvolvimento importante na história do romance, porque ele ajudou a moldar o aparecimento de um discurso feminista.
Inspirada pela ideia do Jean-Jacques Rousseau que gênios são auto-didata, Wollstonecraft escolheu uma racional, auto-didata heroína, Maria, como a personagem central de seu romance. Ajudando a redefinir o gênio (uma palavra que, no final do século 18, estava apenas começando a virar o significado moderno de excepcional ou brilhante), Wollstonecraft descreve Maria como independente e capaz de definir a feminilidade e o casamento para ela. É de Maria "forte, original opiniões" e a sua resistência a "sabedoria convencional" que marca-la como um gênio. Fazendo a sua heroína de um gênio permitido Wollstonecraft para criticar o casamento bem: gênios foram "encadeada", ao invés de incluir enriquecido pelo casamento.